# Kep (Provinz)
Kep (Khmer កែប, Umsprache: Kêb,  IPA: [kaːe̯p]) ist eine Provinz von Kambodscha mit gleichnamiger Provinzhauptstadt. Die Provinz liegt an der Küste im Süden des Landes und grenzt an die Provinz Kampot. Zur Provinz Kep gehören auch einige Inseln im Golf von Thailand um Koh Tonsay.
Kep hat 42.665 Einwohner (Stand: Zensus 2019). 2017 betrug die Einwohnerzahl 49.900.
Die Provinz Kep ist in zwei Bezirke, fünf Gemeinden und sechzehn Dörfer unterteilt:
| Bezirke | Bezirke    | Bezirke           | zugeordnete Gemeinden                             |
| Geocode | Khmer      | Bezirksnamen      | zugeordnete Gemeinden                             |
| ------- | ---------- | ----------------- | ------------------------------------------------- |
| 2301    | ស្រុកដំណាក់ចង្អើរ | Damnak Chang’aeur | - Sangkat Angkaol - Sangkat Ou Krasar - Pong Tuek |
| 2302    | ក្រុងកែប      | Krong Kaeb        | - Sangkat Kaeb - Sangkat Prey Thum                |